# Scelorthus
Scelorthus é um gênero de mariposa pertencente à família Acrolepiidae.